# Natalio Rossi
Natalio Pablo Rossi, argentinski veslač, * 22. februar 1934.
Rossi je za Argentino nastopil na Poletnih olimpijskih igrah 1964 v Tokiu, kjer je tekmoval v dvojcu s krmarjem. S soveslačem Oscarjem Rompanijem sta se s časom 8:19,63 uvrstila v repesaž. Preko repesaža sta se s časom 7:44,62 uvrstila v finale, kjer pa sta odstopila.  